# Rondinella

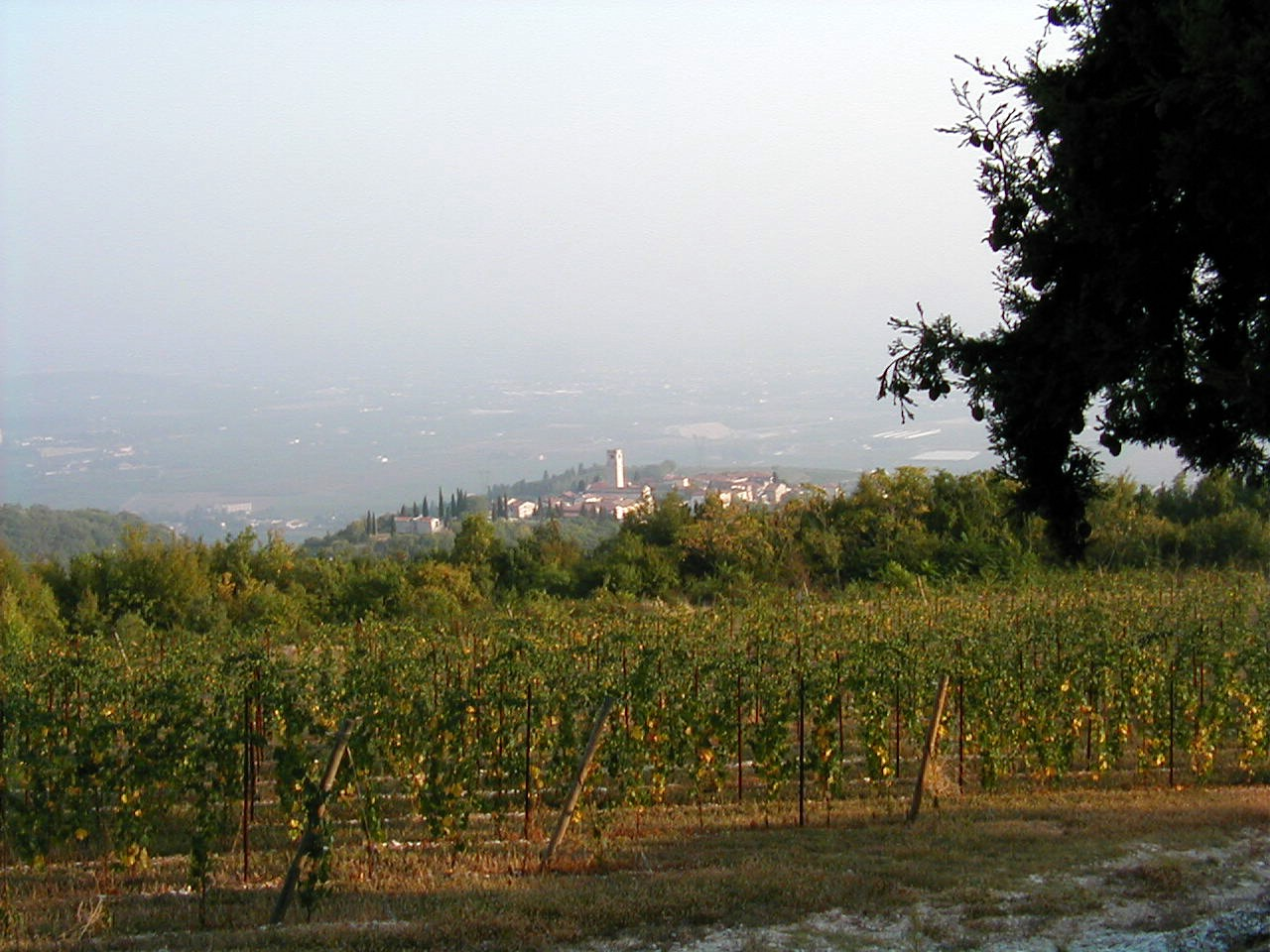
Winnice w regionie Valpolicella, w którym uprawia się odmianę

Rondinella – czerwona odmiana winorośli, pochodząca z Włoch i uprawiana w Wenecji Euganejskiej. Wchodzi w skład m.in. win valpolicella, amarone, recioto della valpolicella i bardolino. Po raz pierwszy dokumenty wzmiankują nazwę w 1882 roku.
Szczep rondinella stanowi naturalną krzyżówkę corviny veronese z inną, nieznaną z nazwy odmianą. Jest genetycznie spokrewniony także m.in. z odmianami oseleta, molinara, garganega, dindarella i pelara.

## Charakterystyka
Stożek wzrostu jest odsłonięty. Pędy są lekko owłosione, z czerwonawym odcieniem. Młode liście są zielonkawe, z brązowym nalotem antocyjanów, delikatnie owłosione. Dojrzałe liście są duże, zaokrąglone, pięcioklapowe, ostro ząbkowane. Kiść jest duża (do 20 cm długości), dość gęsta, w kształcie piramidy. Grona są średniej wielkości, fioletowoczarne, o niewyróżniającym się smaku. Odmiana dojrzewa późno – ok. 35 dni po chasselas, znanej też jako gutedel (najwcześniej dojrzewająca odmiana, służąca jako referencyjna).
Rondinella mimo neutralnego smaku jest popularna ze względu na plenność, odporność na większość chorób grzybowych i dobry potencjał do produkcji win z podsuszanych winogron.

## Wina i rozpowszechnienie
Z rondinelli rzadko produkuje się wino odmianowe i przeważnie miesza się ją z innymi szczepami, np. corviną veronese. Rondinella jest składnikiem win z apelacji DOC i DOCG: Bardolino DOC i Bardolino Superiore DOCG (na południowo-wschodnim brzegu jeziora Garda, 10-40%) i Valpolicella DOC (5-30%), w tym warianty Amarone della Valpolicella DOC i Recioto della Valpolicella DOC. Prócz corvinay veronese w kupażach używa się odmian corvinone i molinara. W rondinelli dominują nuty czereśniowe,  ustępuje aromatycznością odmianie corvina, lecz ze względu na wysoką odporność na choroby grzybowe dobrze znosi proces podsuszania.
Obszar winnic we Włoszech sięgał w 2000 roku 2874 ha i skupiały się one w prowincji Werona. Niewielkie uprawy znajdują się w Argentynie. W Nowej Południowej Walii jeden z winiarzy oferuje wino w stylu amarone, lecz tamtejszy klimat wymaga ograniczenia zbiorów rondinelli aż o 80% w celu osiągnięcia pożądanej jakości.

## Synonimy
Nie zarejestrowano żadnych synomimów nazwy.